# Hàn Chính (nhà Minh)
Hàn Chính (chữ Hán: 韩政, ? – 1378), người Tuy Châu , tướng lãnh đầu đời Minh.

## Sự nghiệp
Cuối đời Nguyên, Chánh từng là thủ lĩnh nghĩa quân, sau đó đưa lực lượng theo về với Chu Nguyên Chương, được thụ chức Giang Hoài hành tỉnh bình chương chánh sự. Lý Tế chiếm cứ Hào Châu, trên danh nghĩa thần phục Trương Sĩ Thành, thực tế là muốn quan sát tình thế. Chu Nguyên Chương sai Hữu tướng quốc Lý Thiện Trường gởi thư chiêu dụ, Tế không trả lời. Chu Nguyên Chương than rằng: "Hào là nhà ta đấy, Tế làm thế này là muốn ta có nước mà không có nhà hay sao!?", rồi mệnh cho Chánh soái Chỉ huy Cố Thì đem thang mây, máy bắn đá 4 mặt đánh Hào Châu. Tế nhắm không địch nổi, mới ra hàng. Chánh đem Tế về phủ Ứng Thiên , Nguyên Chương cả mừng, lấy Cố Thì giữ Hào Châu.
Chánh theo Đại tướng quân Từ Đạt đánh An Phong , chẹn giữ 4 cửa, ngầm đào máng Long Vĩ ở phía đông thành, khiến nước rót thành ngập hơn 20 trượng. Thành bị lở, nghĩa quân chiếm được, tướng Nguyên là Hãn Đô, Trúc Trinh, Tả Quân Bật đều chạy; nghĩa quân đuổi theo hơn 40 dặm, bắt được Hãn Đô. Ít lâu sau Trúc Trinh đưa viện binh trở lại, giao chiến ở cửa nam, nghĩa quân lại đánh đuổi được.
Bình định xong Lưỡng Hoài, Chánh tham gia diệt nước Ngô của Trương Sĩ Thành. Tiếp đó Chánh tham gia bắc phạt, thu hàng tướng giữ Lương Thành  là Lư Bân. Từ Đạt chia binh chẹn Hoàng Hà, cắt đứt tiếp viện của quân Nguyên cho Sơn Đông, rồi chiếm Ích Đô , Tế Ninh, Tế Nam, Chánh đều có công. Sau khi nghĩa quân hạ Đông Bình, Chánh nhờ công nhiều, được đổi làm Sơn Đông hành tỉnh bình chương chánh sự. Chánh hội quân với Từ Đạt ở Lâm Thanh, nhận hịch đi giữ Đông Xương. Nghĩa quân hạ Đại Đô, Từ Đạt mệnh cho Chánh chia binh giữ Quảng Bình. Chánh bèn dụ hàng các trại Bạch Thổ, sau đó được dời đi giữ Chương Đức. Bấy giờ các sơn trại nối nhau đến hàng nghĩa quân, chỉ có trại Nghĩ Tiêm ở tây bắc núi Lâm Lự 20 dặm, do tướng Nguyên là Hữu thừa Ngô Dong, Vương Cư Nghĩa, Tiểu Tỏa Nhi cậy hiểm kháng cự. Đến nay Chánh đem quân uy hiếp, Dong bèn giết Vương Cư Nghĩa và Tiểu Tỏa Nhi mà ra hàng, giao nộp hơn vạn sĩ tốt. Sau đó Chánh được điều tham gia chinh phạt Thiểm Tây, rồi đem binh về giữ Hà Bắc. Năm Hồng Vũ thứ 3 (1370), Chánh được phong Đông Bình hầu, hưởng lộc 150 thạch, nhận thế khoán (bằng chứng xác nhận được thế tập). Chánh được dời đi trấn thủ Sơn Đông, ít lâu sau lại quay về Hà Bắc; ông vỗ về lưu dân, giúp nhiều người khôi phục sanh hoạt.
Quân Minh tiến vào đại mạc, Chánh theo Tả phó tướng quân Lý Văn Trung tấn công thành Ứng Xương, đến tận sông Lư Cù . Văn Trung tiếp tục tiến quân, lệnh cho Chánh ở lại giữ quân nhu. Sau khi lui quân, Chánh nhận mệnh đi tuần Hà Nam, Thiểm Tây; rồi lại theo Tín quốc công Thang Hòa luyện binh ở Lâm Thanh.
Tháng 2 ÂL năm thứ 11 (1378), Chánh mất, Minh Thái Tổ đích thân dự tang lễ, truy phong Vận quốc công.
Con là Hàn Huân được tập tước; đến năm thứ 26 (1393), Huân liên lụy vụ án Lam Ngọc, chịu tội chết, tước bị trừ bỏ.